# Tour de la Porte de Cers

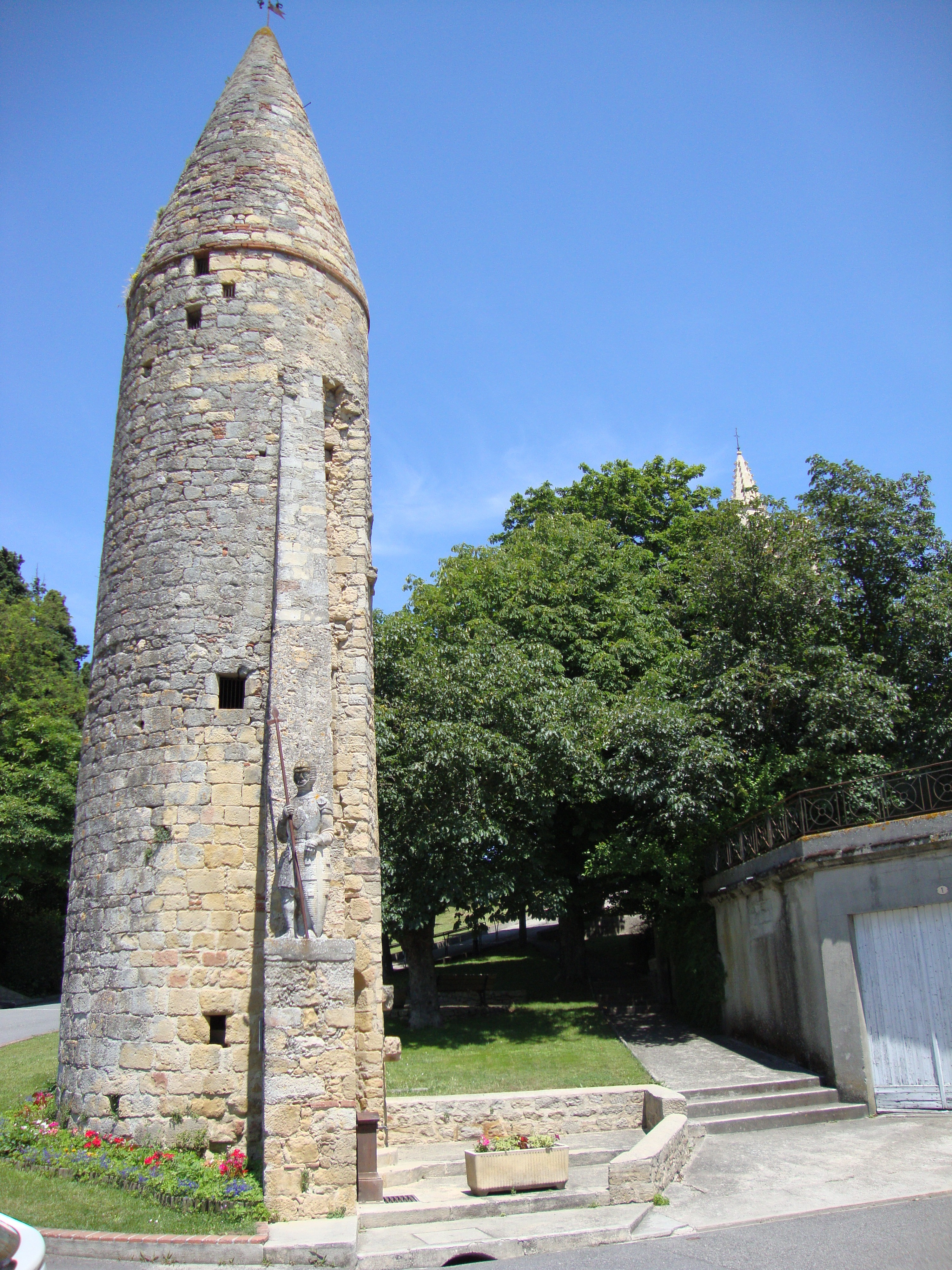
Tour de la Porte de Cers in Avignonet-Lauragais

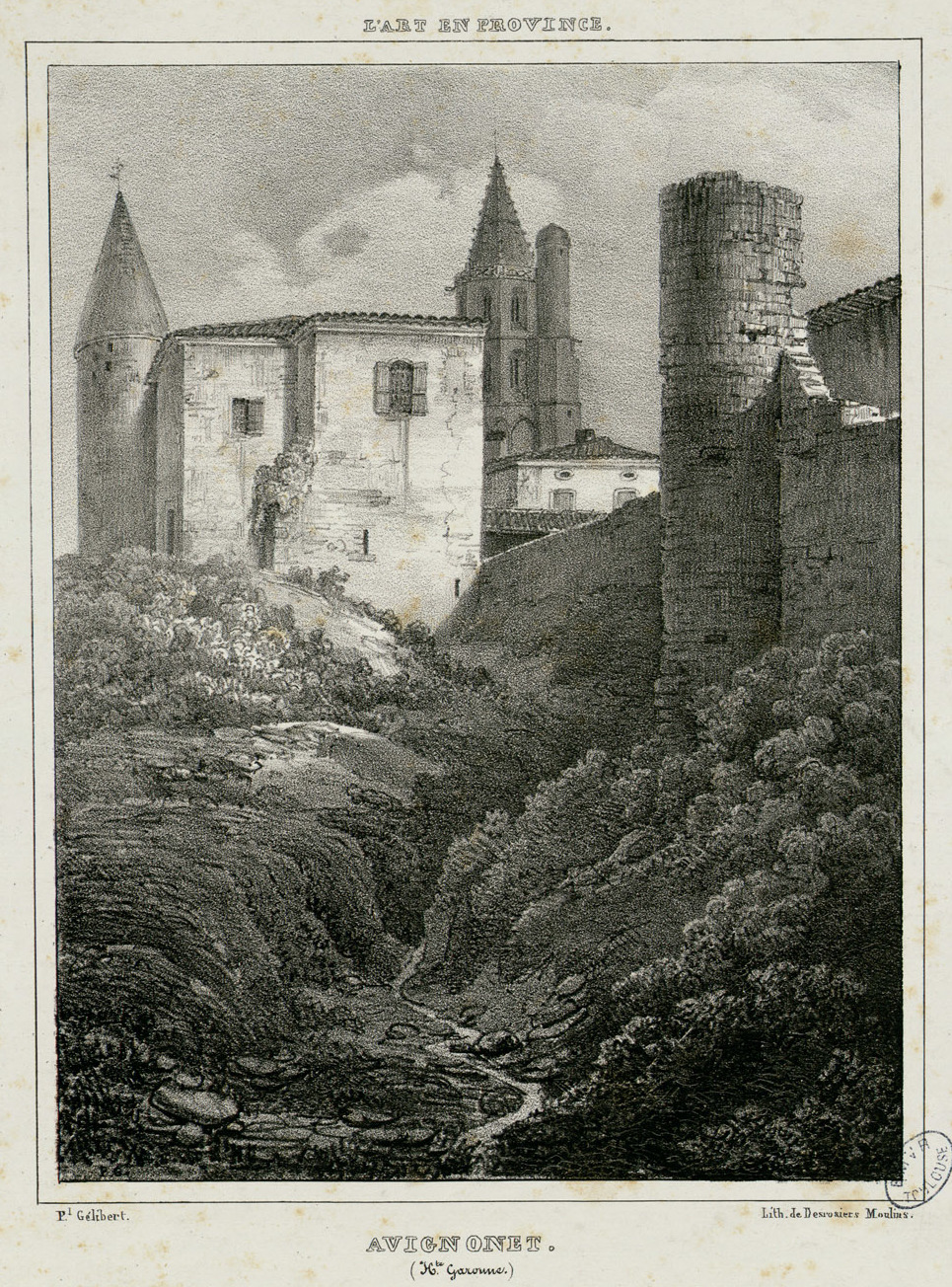
Zeichnung von Paul-Jean-Pierre Gélibert mit der Stadtbefestigung von Avignonet-Lauragais (1835/38)

Der Tour de la Porte de Cers (auch als Pulverturm bezeichnet) in Avignonet-Lauragais, einer französischen Gemeinde im Département Haute-Garonne in der Region Okzitanien, wurde 1356 errichtet. Der Rundturm steht seit 1965 als Monument historique auf der Liste der Baudenkmäler in Frankreich.
Der Turm ist der einzige Überrest der ehemaligen Stadtbefestigung, die nach der Brandschatzung im Jahr 1355 durch Edward of Woodstock errichtet wurde.
Der Rundturm aus Bruchsteinmauerwerk ist der Rest einer befestigten Toranlage. Er wird von einem steinernen Dach in Form eines Kegels bekrönt.